# Municipio de English River (condado de Washington)
El municipio de English River (en inglés: English River Township) es un municipio ubicado en el condado de Washington en el estado estadounidense de Iowa. En el año 2010 tenía una población de 3924 habitantes y una densidad poblacional de 35,97 personas por km².

## Geografía
El municipio de English River se encuentra ubicado en las coordenadas 41°28′1″N 91°42′33″O / 41.46694, -91.70917. Según la Oficina del Censo de los Estados Unidos, el municipio tiene una superficie total de 109.08 km², de la cual 109,06 km² corresponden a tierra firme y (0,02 %) 0,03 km² es agua.

## Demografía
Según el censo de 2010, había 3924 personas residiendo en el municipio de English River. La densidad de población era de 35,97 hab./km². De los 3924 habitantes, el municipio de English River estaba compuesto por el 97,5 % blancos, el 0,31 % eran afroamericanos, el 0,2 % eran amerindios, el 0,25 % eran asiáticos, el 0,87 % eran de otras razas y el 0,87 % eran de una mezcla de razas. Del total de la población el 1,55 % eran hispanos o latinos de cualquier raza.